# Slim Pickens
Slim Pickens, nombre artístico de Louis Bert Lindley Jr. (Kingsburg, California, 29 de junio de 1919-Modesto, California, 8 de diciembre de 1983) fue un actor estadounidense.

## Biografía
A los cuatro años ya era un buen jinete, lo que hizo que a los doce años dejara el colegio para convertirse en un cowboy de rodeo, y con el tiempo se convirtió en payaso de rodeo, uno de los trabajos mejor remunerados debido a su peligrosidad.
Inició su carrera en la radio, donde en 1938 prestó su voz al personaje de un cowboy cantante, en la radionovela para niños The Cinnamon bear. Poco a poco, fue interviniendo en el cine como especialista y doble de las estrellas, entrando en el mundo de la interpretación en 1950 en la película Cerco de fuego protagonizada por Errol Flynn. A partir de ese momento, participó en muchos westerns y, con el tiempo, en todo tipo de películas.
En su dilatada carrera, prolongada más de 30 años (1950-1983), además de trabajar en el rodeo, y en el cine, también aparecería en numerosas series de teleavisión como Bonanza, B. J. and the Bear, The Legend of Custer o Filthy Rich.
Su papel más recordado es el del piloto Kong en la película de Stanley Kubrick Dr. Strangelove or: How I Learned to Stop Worrying and Love the Bomb (1964), para el que fue elegido por su buena imitación del acento y los gestos texanos (nunca vivió en Texas). También se le recuerda por su interpretación de villano que al inicio de Golpe por golpe (1966) arroja a un bebé con su cochecito por unas escaleras.
Desde 1982, Slim Pickens ocupa un lugar en el Paseo de la fama del National Cowboy and Western Heritage Museum de Oklahoma.
Slim Pickens falleció en 1983 en una clínica de reposo en Modesto, California, tras ser operado de un tumor cerebral.
Su hermano Easy Pickens también fue actor. Sus apariciones más notables fueron en La balada de Cable Hogue (The Ballad of Cable Hogue, 1970), de Peckinpah, El rostro impenetrable de Marlon Brando con guion de Peckinpah y La huida, de Sam Peckinpah, y con Steve McQueen de protagonista, también le podemos ver en Mayor Dundee.